# Kållandsö (äpple)
Kållandsö är en äppelsort vars ursprung är Sverige. Äpplet som är stort har ett närmast gult och ljusrött skal. Köttet som är löst och saftigt har en svag syrlig smak. Kållandsö mognar i december och kan därefter lagras till mars, och äpplet passar bra i köket. I Sverige odlas Kållandsö gynnsammast i zon I-II.